# Captured Live
Albums par
Captured Live est un album live du chanteur jamaïcain de reggae Peter Tosh paru en 1984. C'est son septième album solo mais son premier album live.

## Liste des chansons
1. Coming in Hot!
2. Bush Doctor
3. African
4. Get Up, Stand Up!
5. Johnny B. Goode
6. Equal Rights/Downpresser Man
7. Rastafari Is

## Réédité en2002sous le titreComplete Captured Live
Disque 1
1. Intro : Creation - Buk-in-hamm Palace
2. Pick Myself Up
3. African
4. Coming In Hot
5. Not Gonna Give It Up
6. Rastafari Is
7. Where You Gonna Run

Disque 2
1. (you Gotta Walk) Don't Look Back
2. Glass House
3. Esual Rights/downpressor Man
4. Peter's Rap
5. Bush Doctor
6. Johnny B Goode
7. Get Up, Stand Up
8. Mama Africa